# OOIOO
Gli OOIOO (pronuncia ˌoʊˌoʊˌaɪˌoʊˈoʊ) sono un gruppo musicale rock giapponese formatosi nel 1995 per iniziativa di Yoshimi P-We, già attiva nei Boredoms.

## Formazione
Attuale
- Yoshimi P-We
- Kayan — chitarra
- Aya — basso
- Ai — batteria

Ex membri
- Kyoko — chitarra
- Maki — basso
- Yoshico — batteria

## Discografia

### Album
- OOIOO (1997)
- Feather Float (1999)
- Gold and Green (2000)
- Kila Kila Kila (2003)
- Taiga (2006)
- Armonico Hewa (2009)
- Gamel (2013)
- Nijimusi (2019)

### EP
- OOEYヨOO -EYヨ REMIX (Eye Remix EP) (2007)